# Strongylophthalmyia pictipes
Strongylophthalmyia pictipes är en tvåvingeart som beskrevs av Frey 1935. Enligt Catalogue of Life ingår Strongylophthalmyia pictipes i släktet Strongylophthalmyia och familjen långbensflugor, men enligt Dyntaxa är tillhörigheten istället släktet Strongylophthalmyia och familjen bastflugor. Enligt den finländska rödlistan är arten sårbar i Finland. Arten är reproducerande i Sverige. Artens livsmiljö är friska och lundartade naturmoar. Inga underarter finns listade i Catalogue of Life.